# Matías Tudela
Matías Tudela (6 de outubro de 1984) é um ex-jogador de rugby sevens espanhol.

## Carreira
Matías Tudela integrou o elenco da Seleção Espanhola de Rugbi de Sevens, na Rio 2016, que foi 10º colocada, sendo o capitão da equipe.